# チャールストン・ダーティーバーズ
チャールストン・ダーティーバーズ（Charleston Dirty Birds）は、アメリカ合衆国ウェストバージニア州チャールストンに本拠地を置く、プロ野球独立リーグのアトランティックリーグに加盟している野球チームである。2005年に開場したゴーマート・ボールパークを本拠地球場としている。2020年まではMLBのシアトル・マリナーズ傘下のマイナーリーグ（A級）のチームであった。

## 歴史

### マイナーリーグ時代
1987年、チャールストン・ホイーラーズとしてサウス・アトランティック・リーグに加盟。ロサンゼルス・ドジャース、デトロイト・タイガース、シカゴ・ホワイトソックス、フィラデルフィア・フィリーズ、アトランタ・ブレーブスと提携し、この5球団から選手が派遣されていた。
1988年、シカゴ・カブスのみと提携する。
1990年、シンシナティ・レッズと提携。
1993年、当時のオーナー、デニス・バスティンが球団を複合企業に売却。
1995年、球団名をチャールストン・アレイキャッツに改名。
1999年、カンザスシティ・ロイヤルズと提携。
2001年、トム・ディクソンとシェリー・マイヤーズが球団を買収。トロント・ブルージェイズと提携。
2005年、球団名を現在のウェストバージニア・パワーに改名し、提携球団もミルウォーキー・ブルワーズに変更となった。「パワー」という名前は、ウェストバージニア州が石炭、天然ガス、水力発電でアメリカのエネルギー生産を支えた地域であることに由来している。
2009年、ピッツバーグ・パイレーツと提携。
2019年、シアトル・マリナーズが提携球団となる。

### 独立リーグ時代
2021年2月24日、MLBのマイナー組織再編に伴い、アトランティックリーグ所属の独立リーグ球団として再出発することになった。9月28日、この日のダブルヘッダー第1試合の終了後に、チーム名をチャールストン・ダーティーバーズに変更することを発表し、ダブルヘッダー第2試合より新チーム名・新ユニフォームで試合を行った。

## 過去の主な所属選手

### チャールストン・ホイーラーズ時代
- マット・フランコ
- トレバー・ホフマン
- ダン・ウィルソン
- ポーキー・リース
- ケビン・ジャービス
- マイカ・フランクリン
- チャド・フォックス

### チャールストン・アレイキャッツ時代
- ブレット・トムコ
- ブレンダン・ドネリー
- ジェイソン・ラルー
- バディ・カーライル
- B.J.ライアン
- フアン・ブリトー
- ジェレミー・アフェルト
- ノリス・ホッパー
- ジミー・ゴッブル
- ウェス・オバミュラー
- アレックス・リオス
- フランクリン・グラセスキ
- ダスティン・マゴワン
- ブランドン・リーグ
- エリック・クラッツ
- ショーン・マーカム
- トム・マストニー
- デイビス・ロメロ
- ライアン・ロバーツ

### ウェストバージニア・パワー時代
- ライアン・ブラウン
- ヨバニ・ガヤルド
- アルシデス・エスコバー
- マット・ギャメル
- カルロス・コーポラン
- ロレンゾ・ケイン
- ジョー・サッチャー
- マイケル・ブラントリー
- マット・ラポータ
- ジェレミー・ジェフレス
- テイラー・グリーン
- マーティン・マルドナード
- ジョナサン・ルクロイ
- ウィリー・ペラルタ
- エリック・フライヤー
- ローガン・シェーファー
- ルーカス・リットキー
- ロブ・ウッテン
- ゼラス・ウィーラー
- チェイス・ダーノー
- スターリング・マルテ
- ロビー・グロスマン
- トニー・サンチェス
- ルディ・オーウェンス
- ハンター・ストリックランド
- ディエゴ・モレノ
- フィル・アーウィン
- ビック・ブラック
- ラモン・カブレラ
- ブランドン・カンプトン
- ケイシー・サドラー
- エリアス・ディアス
- ジェイムソン・タイヨン
- ギフト・ンゴエペ
- グレゴリー・ポランコ
- ジョシュ・ベル (1992年生の内野手)
- アレン・ハンソン
- ウィリー・ガルシア
- ホセ・オスーナ
- ニック・キンガム
- ディルソン・ヘレーラ
- タイラー・グラスノー
- マックス・モロフ
- ジョエリー・ロドリゲス
- ジャコビー・ジョーンズ
- ドヴィダス・ネブラウスカス
- オースティン・メドウズ
- エドガー・サンタナ
- ケビン・ニューマン
- パブロ・レイエス
- スティーブン・タープリー

### チャールストン・ダーティーバーズ時代
- ニック・ヒース
- アルベルト・カヤスポ
- ケビン・シーグリスト
- ジャスティン・ミラー
- ドワイト・スミス・ジュニア
- エディ・バトラー
- デマーカス・エバンス